# Maningory

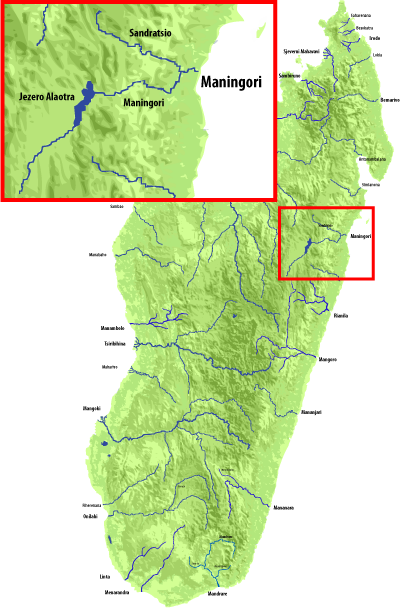
Le bassin collecteur du Maningory.

Le Maningory est un fleuve du versant est de Madagascar dans la région Analanjirofo. Il se jette dans l'Océan Indien.

## Géographie
Le Maningory est l'émissaire du plus grand lac de Madagascar le lac Alaotra

## Affluent
Le Sandratsio est le principal affluent de rive gauche 17° 13′ 19″ S, 49° 17′ 13″ E